# Obietnica (powieść)
Obietnica (niem. Das Versprechen) – powieść kryminalna autorstwa szwajcarskiego pisarza Friedricha Dürrenmatta.
Powieść powstała na podstawie scenariusza do filmu W biały dzień (niem. Es geschah am hellichten Tag). Dürrenmatt był zadowolony z filmu, jak i jego zakończenia, chciał jednak ową historię opowiedzieć dalej, mając wzgląd nad jej funkcję pedagogiczną. Z tego powodu napisał on na podstawie swojego własnego scenariusza do filmu powieść Obietnica, której nadał podtytuł Podzwonne powieści kryminalnej (niem. Requiem auf den Kriminalroman), ponieważ podważał w niej powszechnie przyjęte reguły kryminału. Podczas gdy zaangażowany w pomoc ludziom komisarz Matthäi odnosi w filmie sukces poprzez swoje dochodzenie, w powieści nie udaje mu się to przez przypadek.

## Fabuła
Autor stosuje narrację pierwszoosobową, w celu umieszczenia swojej osoby w fabule książki jako pisarza literatury detektywistycznej. Jednakże głównym narratorem powieści jest niejaki dr H., emerytowany szef policji, który podejmuje się wyjaśnienia i wskazania wad literatury detektywistycznej pierwszoosobowemu narratorowi Dürrenmatta. Aby tego dokonać, dr H. powołuje się na historię jednego z jego byłych inspektorów, detektywa Matthäia, który w ostatnim dniu pracy w oddziale, podjął się śledztwa przypadku morderstwa małej dziewczynki. Podejrzany dość szybko przyznaje się do winy, jego zeznanie nastąpiło jednak po nieustępliwym, 20-godzinnym przesłuchaniu. Wiedząc o tym, policyjny instynkt Matthäia podpowiada mu, że mężczyzna nie jest prawdziwym zabójcą. Uważa, że za wszystkim stał seryjny morderca i wiąże on śmierć dziecka z innymi podobnymi przypadkami, które miały miejsce w okolicy. Niemniej jednak jest on osamotniony w jego twierdzeniu, a policja zamyka sprawę.
Składając obietnicę rodzicom zamordowanej dziewczynki, że znajdzie sprawcę, Matthäi porzuca wcześniejsze plany i kontynuuje śledztwo na własną rękę. Zostaje ostrzeżony przez psychiatrę, że morderca, którego szuka, prawdopodobnie nie istnieje, przestrzega on także detektywa przed wpadnięciem w obsesję na jego punkcie. Matthäi jednak nie rezygnuje.
Dzięki zręcznym czynnościom detektywistycznym, przy jego narastającej obsesji wokół sprawy, Matthäi tworzy szczegółowy profil prawdopodobnego zabójcy, uwzględniając także domniemaną trasę, którą ten przemierzał. Kupuje on stacje benzynową przy drodze i zatrudnia gospodynię domową, posiadającą córkę Annemarie, która odpowiada profilowi zabitych dzieci. Mieszkając tam razem z nimi, Matthäi używa dziecka jako przynęty i czeka, aż sprawca przyjdzie do niego.
Jego plan zdaje się przynosić rezultaty, kiedy pewnego dnia dziewczynka informuje go, iż spotkała mężczyznę, które pasuje do profilu zabójcy stworzonego przez detektywa. Dostarcza ona nawet szczegółów na temat jego zachowania, które zdaje się odpowiadać temu, którym cechował się morderca. Matthäi próbuje ująć go następnego dnia, zawiadamiając policję, która otacza miejsce, w którym Annemarie miała się z nim ponownie spotkać. Wszyscy czekają na przybycie mężczyzny, ten jednak się nie zjawia.
Owo niepowodzenie jest przeżyciem druzgocącym dla Matthäia. Policja i osoby postronne są wreszcie przekonani, że inny zabójca nigdy nie istniał, a śledztwo detektywa było wyłączenie rezultatem jego szaleństwa. Jego kontakt z Annemarie i jej matką się urywa, gdyż pomimo miłości, jaką te mu okazały, użył on dziewczynki jako przynęty do zapędzenia zabójcy w pułapkę. Nie mogąc pojąć, jak jego skrzętna i szczegółowa praca detektywistyczna mogła nie przynieść rozwiązania sprawy, Matthäi popada w szaleństwo i alkoholizm.
Dopiero po kilku latach wychodzi na jaw, że praca detektywistyczna Matthäia była jak najbardziej prawidłowa i że on sam miał rację. Morderca nie pojawił się w wyznaczonym miejscu tego dnia, aby spotkać Annemarie, gdyż zginął po drodze w wypadku samochodowym. Jednak prawda wychodzi na jaw zbyt późno, aby miało to dla detektywa jakiekolwiek znaczenie.

### W biały dzień
Film W biały dzień traktuje o historii detektywa Matthäi, lecz fabuła nie jest opowiedziana dokładnie za książką Obietnica. Na końcu filmu Matthäi niepokoi się o Annemarie i wysyła ją i jej matkę w bezpieczne miejsce, zanim próbuje zapędzić mordercę w pułapkę. Ten zjawia się w lesie i zostaje zabity. To usprawiedliwia i potwierdza uporczywość detektywa i jego zaangażowanie w sprawę, oraz prowadzi ostatecznie do szczęśliwego końca i ponownego spotkania z Annemarie.

## Interpretacja
Na końcu książki Dürrenmatt pośrednio potwierdza istnienie innej wersji historii (z filmu W biały dzień), wspominając, iż powieść byłaby w całości zgodna z gatunkiem literatury detektywistycznej, jeśli zakończenie uległoby zmianie i zabójca przybyłby na miejsce spotkania z Annemarie, wpadając w pułapkę Matthäia. Jednak celem dr H. jest uświadomienie pierwszoosobowemu narratorowi szaleństwa takiej literatury. Jedno z dwóch zastrzeżeń dr H. w stosunku do zawartości typowego utworu detektywistycznego, to konieczność ostatecznego ujęcia przestępcy. Brak owego czynnika postrzega on jednak jako relatywnie drobne wykroczenie, gdyż czytelnicy są jak najbardziej świadomi tego, że także w rzeczywistości zdarza się, że zbrodnia nie zostaje wyjaśniona. Bardziej problematycznym aspektem w oczach dr H. okazuje się sposób, w jaki odbywa się rozwiązanie zagadki przestępstwa w tego typu literaturze.
Zadanie rozwikłania danej sprawy kryminalnej jest przedstawione analogicznie do problemu rozwiązywania matematycznego równania. Jeśli jest ono poprawnie sformułowane, a matematyk nie jest w stanie go obliczyć, to oznacza to, że albo nie da się dla niego oszacować zmiennych, albo liczący nie dysponuje odpowiednimi umiejętnościami. Literatura detektywistyczna prezentuje podobny sposób rozwiązywania zagadek i poszlak, dokładnie w analogii do kolejno równania, zmiennych i osoby matematyka. Tym samym naiwny czytelnik może wywnioskować, że w rzeczywistości, jeśli detektyw ma odpowiednie kwalifikacje i dysponuje określonym tropem, będzie on w stanie dojść do niezaprzeczalnej konkluzji, tak jak matematyk. Jeśli więc ten zawodzi, to dlatego, że sprawca dokonał zbrodni w taki sposób, że uniknął zostawienia śladów – tak jak w równaniu, dla którego nie da się oszacować zmiennych – albo dlatego, że detektyw nie był wystarczająco bystry aby poprawnie zlokalizować, złożyć i zanalizować ślady, które miał do dyspozycji – tak jak matematyk, któremu brakuje umiejętności do rozwiązania poprawnie sformułowanego równania.
Uwzględniając ideę alternatywnego zakończenia historii, zgodnego z prezentacją matematycznego równania, unaoczniony jest typowy przykład wzoru, którym podąża standardowe literackie dzieło detektywistyczne. Jednak Matthäi – zgodnie z relacją dr H. – nie rozwiązał sprawy z powodu wypadku zabójcy, co jest zupełnie przypadkowym zrządzeniem losu i nie ma to nic wspólnego, ani z tym jak sprawca dokonał zbrodni, ani z brakiem kompetencji śledczych detektywa. Co więcej dr H. opisuje Matthäia jako osobę genialną, której nie dorównywali nawet inni fikcjonalni detektywi. Koresponduje to z twierdzeniem autora, iż nie ma rzeczy okrutniejszej nad potknięcie się geniusza o coś idiotycznego. Zgodnie z relacją dr H., smutna historia śledczego ukazuje, w przeciwieństwie do matematycznej precyzji, zwykle obecnej w powieści detektywistycznej, że rezultaty pracy policji, zależą także od przypadku, zrządzeń losu, a także zdarzeń będących całkowicie poza kontrolą zarówno sprawcy, jak i detektywa.

## Ekranizacje
- 1958 – W biały dzień (Es geschah am hellichten Tag) – materiał wyjściowy, nie ekranizacja powieści
- 1994 – Zimne światło dnia (Tod im kalten Morgenlicht / The Cold Light of Day, reż. Rudolf van den Berg)
- 1997 – Śmierć w biały dzień (Es geschah am hellichten Tag, reż. Bernd Eichinger, Nico Hofmann)
- 2001 – Obietnica (The Pledge, reż. Sean Penn)